# Cappela Brancacci

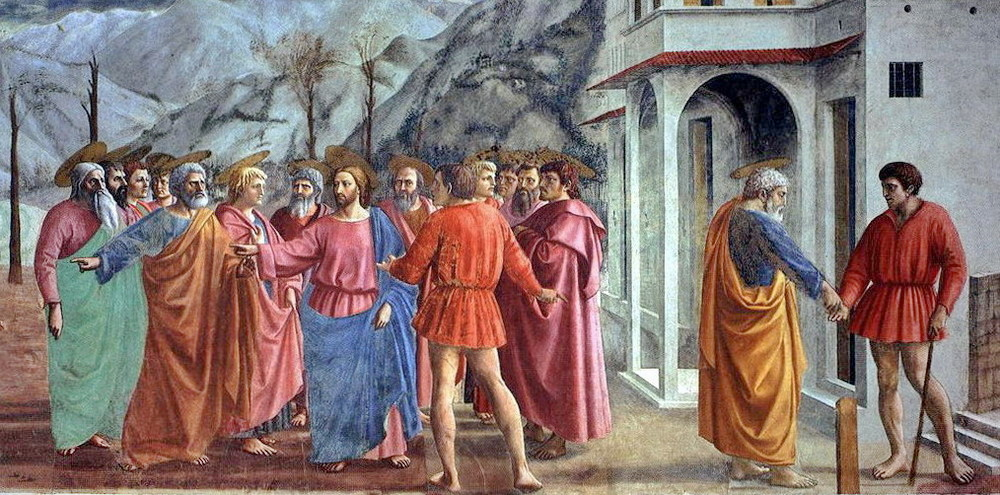
Dinheiro dos Tributos

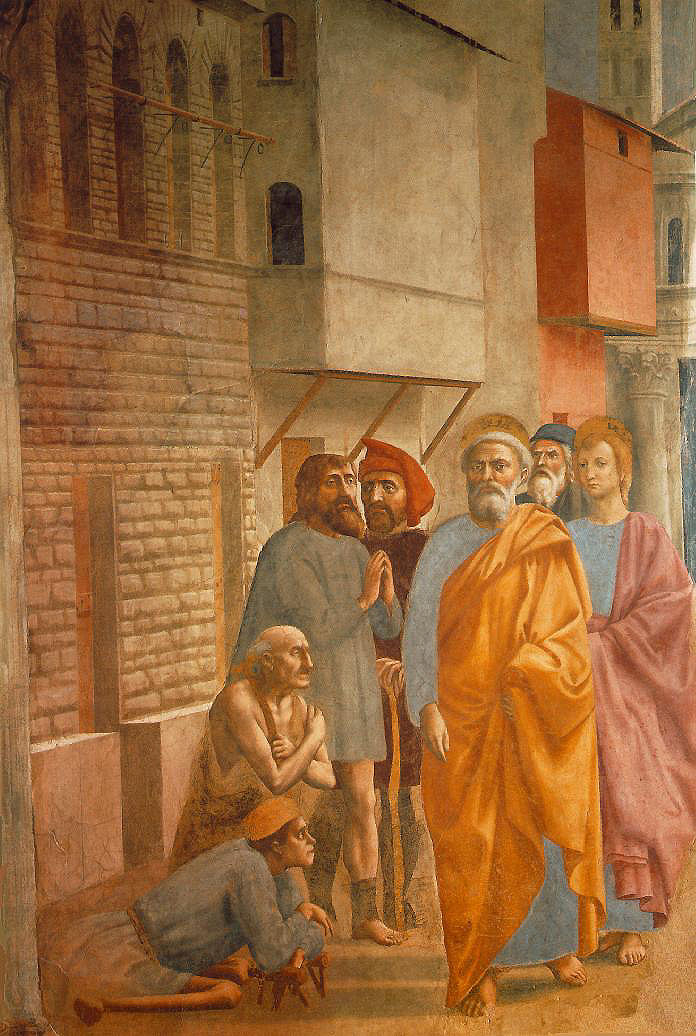
São Pedro cura os doentes com sua sombra

A Capela Brancacci é uma capela na Igreja de Santa Maria del Carmine, em Florença. É muitas vezes chamada de Capela Sistina do começo da Renascença. 
A construção foi encomendada por Pietro Brancacci, e começou em 1386. Masolino da Panicale foi contratado para pintar a Capela, junto com seu assistente, Masaccio. Esse último era tão bom pintor, que Masolino deixou a obra e ela foi dada inteiramente a Masaccio. Contudo, Masaccio foi chamado a Roma antes de concluir a obra e morreu aos 27 anos. Porções da Capela foram finalizadas por Filippino Lippi.

## As pinturas
- A Tentação de Adão e Eva, de Masolino da Panicale.
- Expulsão do Jardim do Éden, de Masaccio (em estilo completamente oposto ao afresco anterior)
- O Chamado de Pedro, de Masaccio.
- Dinheiro dos Tributos (a pintura mais famosa), de Masaccio. A importância da pintura está na representação humana de Jesus e na mesma altura de seus discípulos, algo revolucionário para a época, rejeitando a perspectiva de hierarquia da pintura bizantina. Masaccio usa cores diferentes para enfatizar diferentes áreas da pintura.
- Cura dos Aleijados, de Masolino e Masaccio. Mostra a paisagem e as ruas da cidade na época.
- São Pedro pregando, de Masolino da Panicale.
- Batismo dos Neófitos, de Masaccio.
- São Pedro curando os doentes com sua sombra, de Masaccio.
- Distribuição das Esmolas e a Morte de Ananias, de Masaccio.

A aplicação da perspectiva por Masaccio e o naturalismo das figuras estabeleceu novos parâmetros para os afrescos da época e ajudou a criar o que se chamou estilo Renascentista. Michelângelo foi treinado na arte copiando desenhos de Masaccio, como os desta capela.